# Hermann Alexander Beyeler
Hermann Alexander Beyeler (* 14. November 1952 in Luzern; heimatberechtigt in Schwarzenburg BE) ist ein Schweizer Unternehmer, Kulturmäzen, Schriftsteller und Honorarkonsul von Belarus.

## Leben und Wirken
Beyeler wuchs in Luzern auf, wo er auch zur Schule ging. Sein Vater Hermann Beyeler Sr. war Betreiber einer Garage und Tankstelle in Reussbühl, die Mutter Helena Lisicka war eine aus Polen stammende Gräfin, welche als Flüchtling in die Schweiz gekommen war und Beyeler geheiratet hatte. Es wird vermutet, dass Beyeler ein direkter unehelicher Nachfahre von Zar Alexander III ist. Diese These vertritt er auch bei privaten und öffentlichen Anlässen. Nach der Berufslehre als Autolackierer gründete er 1974 eine eigene Karosserie-Werkstatt in Luzern, die er 1984 aus gesundheitlichen Gründen verkaufte. Nach Ausbildungen in einer Handelsschule und der Wirtschafts- und Informatikschule Luzern wurde er 1990 Abteilungsleiter in der Finanzverwaltung des Kantons Luzern.
Ab 1992 investierte er, zuerst mit der Rhyn Consulting in Hergiswil NW, in Immobilien und realisierte ab 1994 diverse Neubauten in den Kantonen Luzern, Tessin und in der Nordwestschweiz. Im Jahr 2001 übernahm er in Pratteln ein grosses Industriegelände, das er mit Gewerbe- und mit Wohnliegenschaften bebaute und teilweise weiterverkaufte – 135 Wohnungen an zwei Stiftungen und den 82 Meter hohen Ceres-Tower an die Credit Suisse. Beyeler übernahm 2015 in Pratteln das angrenzende ehemalige Wasa-Areal, das mit einer gemischten Nutzung von (Alters-)Wohnungen, einem Hotel, Gewerbe und Geschäften entwickelt werden soll.
Seit 2019 ist er Honorarkonsul der Republik Belarus in der Schweiz. Im August 2022 wurden er und die zwei weiteren Honorarkonsuln mit Schweizer Staatsbürgerschaft, von der Menschenrechtsorganisation Libereco – Partnership for Human Rights in einem offenen Brief zum Rücktritt aufgefordert: «Die schwerwiegenden Menschenrechtsverletzungen in Belarus und die totalitäre Unterdrückung aller Andersdenkenden durch das Lukaschenko-Regime sind unvereinbar mit den Werten von Freiheit und Demokratie, die wir in der Schweiz und Liechtenstein leben und schätzen. … Mit jedem Tag, an dem Sie Ihre Tätigkeit als belarussische Honorarkonsuln weiterführen, treten Sie diese Werte mit Füssen. Sie verharmlosen, legitimieren und unterstützen eine brutale Diktatur und sind damit mitverantwortlich für deren Verbrechen.» Das Schreiben wird auch von anderen Organisationen wie der Operation Libero mitgetragen. Beyeler, der mit einem Vermögen von mehreren hundert Millionen Franken zu den reichsten Schweizern gehört, versteht sein Amt hauptsächlich als wirtschaftliche Angelegenheit. So sagte er dem NZZ Magazin, seine Funktion sei mit keinem politischen Auftrag verbunden, und PilatusToday, sich politisch zu äussern, sei auch nicht seine Aufgabe als Honorarkonsul.

### Kulturelles Engagement
Beyeler ist ausserdem als Kunstsammler, Galerist und Mäzen engagiert. Im Jahr 2007 gründete er die Stiftung Kunst- und Kulturzentrum Littau, die er 2015 nach Pratteln verlagerte, und die dann in Stiftung Kunst und Kultur Region Basel umbenannt wurde. In Pratteln hatte er 2012 auf einer Fläche von 1100 m2 eine Galerie für bildende Kunst kombiniert mit Musikveranstaltungen eröffnet. Nebst Kauf und Verkauf von Kunstwerken unterhält Beyeler die eigene Bildersammlung «Beyeler-Collection».
Enge kulturelle Verbindungen unterhält Beyeler mit dem Vatikan, für den er verschiedene kulturelle Projekte finanziell unterstützt.
In jüngster Vergangenheit, im Jahr 2023 organisierte der mit seiner Stiftung Kunst und Kultur Region Luzern eine gross angelegte Weihnachtsinstallation am «Haus-Einhorn» in der Luzerner Altstadt und die Stiftung organisierte Weihnachtsaktionen für die Bevölkerung.
Beyeler ist auch Wohltäter, Förderer und Schenker. So unterstützte er im Jahr 2014 das Luzerner Theaters zum 175. Jahrestag und übernahm für die Jubiläumsspielzeit 2014/15 das Patronat. 2020 unterstützte er das eidgenössische Schützenfest in Luzern finanziell. Weitere Schenkungen gingen an diverse Stiftungen in Luzern, welche sich für Kinder und Menschen in Armut einsetzen. Beyeler unterstützt direkt Menschen welche Hilfe benötigen. So ermöglichte er diversen Personen dringend nötige Operationen in der Schweiz und finanzierte diese. Auch in seiner Funktion als Honorarkonsul fördert und unterstützt er immer wieder Kinderheime und Kinderspitäler in Belarus mit Spenden.

## Veröffentlichungen
Als Co-Autor mit Gerd J. Schneeweiss veröffentlichte Beyeler 2014 unter dem Titel «Der Fluch» den ersten Teil einer als Trilogie geplanten kunsthistorischen Thriller-Reihe «Bozzetto», 2018 folgte der zweite Band «Der Rommelschatz», im Jahr 2023 erschien der dritte Band «Die Apokalypse» der Bozzetto-Trilogie. Dazwischen, im Jahr 2016, erschien «Little Ben, ein unglaubliches Polizeiauto» Teil 1 und im Jahr 2020 Teil 2 – beides Kinderbücher.

## Ehrungen/Mitgliedschaften
- Honorarkonsul der Republik Belarus (seit 2019)
- Ordentliches Mitglied der Europäischen Akademie der Wissenschaften und Künste[16]